# Manoir du Lieu-Rocher
Le manoir du Lieu-Rocher est situé à Saint-Pierre-en-Auge dans le département du Calvados et la région Normandie.

## Localisation
Le manoir est situé dans l'ancienne commune de Vieux-Pont-en-Auge, avant devenir le 1er janvier 2017 une commune déléguée au sein de la commune nouvelle de Saint-Pierre-en-Auge. L'édifice est situé face à la vallée de L'Oudon.

## Historique
Le corps principal de l'édifice, au centre, date du XVIIe siècle. Il est complété, au cours du siècle suivant. 
Une souche de cheminée conserve la date de 1743.
Le manoir sert actuellement de chambres d'hôtes.

## Architecture
À l'avant, le logis central originel présente une façade en colombages et aux hourdis très finement décorés de tuileaux. La façade se distingue par un bandeau médian de faible hauteur au niveau de l'allège des fenêtres de l'étage et par des écharpes triples qui étayent certains poteaux. 
Le logis est flanqué de deux pavillons latéraux construits en légère avancée. Les façades de ces pavillons sont faites en briques à l'exception du niveau supérieur du pavillon de droite qui est en pans de bois.
À l'arrière, les façades, du logis principal comme des pavillons, ont conservé des pans de bois au hourdis couvert de mortier de chaux. Elles font face à une cour bordée par deux grands ensembles de dépendances comprenant d'un côté, l'écurie et l'étable et, de l'autre, le pressoir et la charreterie,.
À l'intérieur, un grand escalier  permet de desservir les chambres, notamment celles du pavillon gauche. 

## Protection
L'édifice est inscrit partiellement au titre des monuments historiques par arrêté du 29 septembre 2004. Entrent dans le périmètre de cette inscription les façades et les toitures de l'ensemble des communs.